# Rock of Life
Rock of Life è un album in studio del cantautore australiano Rick Springfield, pubblicato nel 1988.

## Tracce
1. Rock of Life
2. Honeymoon in Beirut
3. World Start Turning
4. One Reason (to Believe)
5. Soul to Soul
6. Tear It All Down
7. Woman
8. Dream in Colour
9. Hold On to Your Dream
10. (If You Think You're) Groovy